# Ikari Warriors (système d'arcade)
Pour les articles homonymes, voir Ikari Warriors.
Le Ikari Warriors est un système de jeu vidéo d'arcade, créé par la société SNK, et commercialisé en 1986.

## Description
SNK utilise encore trois Zilog Z80, deux en tant que processeurs principaux et un gérant le son. Deux puces audio Yamaha YM3526 sont rajoutées au processeur son,.
C'est un système qui va devenir célèbre, culte, grâce à Ikari Warriors et ceci pour plusieurs raisons. Le jeu en lui-même bien sûr, va donner ce succès à SNK, mais également le matériel bien particulier à ce système. En effet, le panneau de contrôle était spécial, il comportait ce qu'on appelle un rotary joystick. C'est un levier de commande qui fonctionne comme un joystick classique (quatre ou huit directions…), et que l'on peut faire pivoter sur lui-même. 

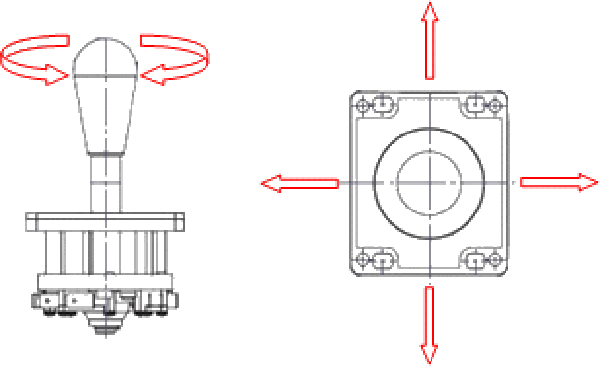
Principe de fonctionnement du rotary joystick :
À gauche, le pommeau du joystick tourne sur lui-même ;
À droite, il fonctionne et garde les directions classiques.

Les directions permettent de déplacer le personnage sur l'écran et en tournant le joystick, le buste et donc l'arme tournent quand le joystick est tourné. Cela ressemble plus ou moins au mixe entre un joystick et un spinner (dial), c'est un joystick analogique. Le rotary joystick est fou en rotation à 360°, mais à l'instar du spinner qui est libre, il possède plusieurs crans, c'est-à-dire 12 positions,.
Quelques jeux utiliseront ce système de levier de commande (toutes compagnies confondues), mais ce type de panel sera quand-même principalement utilisé par SNK et Data East…

## Spécifications techniques

### Processeur
- Processeur central : 3 × Zilog Z80 cadencé à 3,35 MHz

Comme la plupart des systèmes à trois processeurs Z80, chaque processeur a une tâche bien spécifique:
- Un processeur s'occupe de piloter les puces audio
- Un processeur s'occupe de gérer la logique du jeu (déplacements des éléments, gestion des joysticks, etc.)
- Un processeur s'occupe d'envoyer les nouvelles positions des éléments aux puces graphiques dédiées

### Affichage
- Résolution :
  - 216×288
  - 288×216
- Palette couleurs : 1024 couleurs

### Audio
- Puces audio : Yamaha YM3526 cadencé à 4 MHz
- Capacités audio : Mono

## Liste des jeux
| Titre                       | Développeur | Éditeur | Genre | Année |
| --------------------------- | ----------- | ------- | ----- | ----- |
| Athena                      | SNK         | SNK     |       | 1986  |
| Ikari Warriors              | SNK         | SNK     |       | 1986  |
| Lee Trevino's Fighting Golf | SNK         | SNK     |       | 1988  |